# Il re degli alberi
Il re degli alberi (Shù wáng 树王) è un racconto lungo dello scrittore cinese Acheng. L'opera è il secondo capitolo della Trilogia dei re.

## Trama
Dopo i grandi cambiamenti della rivoluzione culturale cinese, un gruppo di giovani istruiti della città viene mandato nelle campagne per partecipare al disboscamento delle montagne. Durante l'opera si accorgono che gli abitanti del luogo hanno risparmiato un maestoso albero, credendolo abitato da spiriti e dotato di diverse qualità soprannaturali. La brigata di giovani arriva a chiamare la maestosa creatura il "re degli alberi" e decide, seguendo l'esempio degli abitanti della montagna, di risparmiarlo.
Eppure il più ligio al dovere, Li Li, non riesce a dimenticarlo e così decide, dopo settimane passate disboscando le zone vicine, di abbattere il gigante verde. Comunicata la sua risoluzione ai compagni e alla gente del posto, Li Li e gli altri vedono opporsi loro il taciturno e risoluto Lao Xiao. Incapace di sopportare l'abbattimento dell'albero per gli scopi della rivoluzione, egli è pronto ad offrire la propria vita. Eppure né la sua audacia, né la confessione d'essere lui il vero "re degli alberi", il più grande taglialegna della regione, riescono a far desistere Li Li e il gigante verde.
Dopo giorni passati nello straniamento generale, il Narratore va a trovare Lao Xiao per vederlo spirare, come senz'anima dopo i recenti avvenimenti. Ma l'incendio appiccato i giorni passati dagli uomini per eliminare gli alberi inutili - come impartito dalle direttive del regime - si rivela alla fine incapace di vincere la rinascita della natura e delle forma di vita vegetali: sotto la cenere e i tronchi bruciati rinascono nuova erba e piante.

## Personaggi
- Il Narratore: nato e cresciuto in città, riesce ad avvicinarsi al Grumo per le sue doti come affilatore di lame. Conosciuto anche il figlio di Lao Xiao, si affezione al ragazzino, cui fa piccoli doni come le caramelle acquistate nella cittadina vicina. L'amicizia con Lao Xiao e la sua famiglia lo portano via via ad interrogarsi sull'opera di distruzione della montagna apportata dall'uomo, ma nonostante i dubbi il personaggio continua il proprio lavoro di disboscamento.
- Lao Xiao detto "il Grumo": un burbero uomo di montagna, con una brillante carriera militare alle spalle terminata in disgrazia a causa di un incidente disciplinare. Nonostante la fama di inarrestabile "re degli alberi", campione tra i taglialegna della regione, il Grumo nutre un legame tutto particolare con la natura e le sue manifestazioni.
- Li Li: il più intellettuale e il più ostinato del gruppo di giovani studenti.
- Sei-artigli: figlio del Grumo, colpito da polidattilia alle mani, munite di sei dita ciascuna.

## Edizioni
- Acheng, Il re degli alberi, traduzione di Maria RIta Masci, Milano, Theoria, 1990,  p. 85, ISBN 88-241-0191-7.
- Acheng, Il re degli alberi, traduzione di Maria RIta Masci, Milano, Bompiani, 2000,  p. 96, ISBN 88-452-4577-2.